# Chapcha
Chapcha est une ville située dans le district de Chukha au nord du Bhoutan. Elle appartient à un gewogs portant son nom.